# Chen Chih-Yuan
Chen Chih-Yuan (auf Chinesisch: 陳致元; * 1975 in Taiwan) ist ein taiwanischer Autor und Illustrator von Bilderbüchern.

## Leben
In deutscher Übersetzung sind bislang seine Bilderbücher  »Gui-Gui, das kleine Entodil« (2008), für die FAZ »eine Parabel in Pastell über Adoption und Anderssein, Toleranz und Brüderlichkeit«, und »Kleiner Spaziergang« (2010), für die er jeweils mehrfach ausgezeichnet wurde. Mit der englischsprachigen Übersetzung von »Gui-Gui« schaffte es Chen bis in die Top Ten der New York Times, und für die englischsprachige Übersetzung von »Kleiner Spaziergang« erhielt er von Publishers Weekly die Auszeichnung zum Best Illustrated Book of the Year. Chen lebt und arbeitet in Taiwan.

## Kritik
Chen Chih-Yuan gilt weltweit als einer der wichtigsten asiatischen Kinderbuchillustratoren. Für die FAZ ist sein Buch »Gui-Gui« »ein expressives Plädoyer für Zugewandtheit und Liebe in der Aufnahmegesellschaft: Auch vor dem Hintergrund aktueller Debatten vermag Chens multikulturelle Entengesellschaft und Patchworkfamilie eine ganz und gar nicht mehr modische didaktische Botschaft zu vermitteln.« Die Welt am Sonntag sieht in »Gui-Gui« eine »gelungene Variation eines klassischen Themas, die durch wunderschöne Bilder besticht«.

## Lesereise in Deutschland
Chen stellte sein künstlerisches Schaffen im September 2011 im Rahmen des Kinder- und Jugendprogramms des internationalen literaturfestivals berlin vor.

## Werke
- Chen Chih-Yuan (Text, Illustration), Johannes Fiederling (Übersetzung): »Kleiner Spaziergang – Ein Bilderbuch aus Taiwan« Zürich 2010, Baobab; chin. »Hsia-Yü San Bu«, Taipeh 2001, Hsin Yi.
- Chen Chih-Yuan (Text, Illustration), Barbara Wang (Übersetzung): »Gui-Gui, das kleine Entodil«, Frankfurt a. M. 2008, Fischer; chin. »Guji-Guji«, Taipeh 2003, Hsin Yi.